# Cigar (grup musical)
Cigar és un grup estatunidenc de punk rock format el 1996 a Eugene i després establert a San Diego. El seu primer àlbum, Speed is Relative, va ser publicat el 1999 i produït per Fletcher Dragge, el guitarrista de Pennywise. La seva música ha aparegut en diverses recopilacions de música hardcore melòdic i en vídeos de surf i skate.
El 2014 Cigar va tocar a l'Amnesia Rockfest del Quebec al costat de bandes com Blink 182, Weezer i Alice in Chains. El 2022 va publicar The Visitor amb el segell Fat Wreck Chords.

## Discografia
- Speed is Relative (Theologian Records, 1999)

- The Visitor (Fat Wreck Chords, 2022)[8]